# Lindsaea ulei
Lindsaea ulei är en ormbunkeart som beskrevs av Georg Hans Emmo Wolfgang Hieronymus och Christ. Lindsaea ulei ingår i släktet Lindsaea och familjen Lindsaeaceae. Inga underarter finns listade.